# Kamaishi Recovery Memorial Stadium
Das Kamaishi Recovery Memorial Stadium (engl.) ist ein Rugby-Stadion in der japanischen Küstenstadt Kamaishi, Präfektur Iwate, auf Honshū. Die Anlage ist auch unter dem Namen Kamaishi Unosumai Memorial Stadium bekannt.  Es wurde für die Rugby-Union-Weltmeisterschaft 2019 als eine von zwölf Spielstätten erbaut. Es verfügt für die Weltmeisterschaft, durch Zusatztribünen, über 16.000 Plätze. Dauerhaft wird es 6000 Plätze bieten. Es ist der einzige Neubau für das Turnier und kostete 4,878 Mrd. ¥ (rund 40,87 Mio. €), inkl. der 987 Mio. ¥ (etwa 8,2 Mio. €) für den Ausbau für die WM. In Japan heißt es Kamaishi Unosumai Fukkō Sutajiamu (japanisch 釜石鵜住居復興スタジアム, wörtl. „Kamaishi-Usunomai-Wiederaufbau-Stadion“). Es liegt im Norden der Stadt nahe der Mündung des gleichnamigen Flusses im gleichnamigen Ortsteil Unosumai-chō und bildet den Unosumai-Sportpark (鵜住居運動公園 Unosumai undō kōen).

## Geschichte
Kamaishi war lange das Zentrum der japanischen Stahlindustrie. Dort befand sich u. a. ein Stahlwerk von Nippon Steel. Das Konzern sponserte die Rugbymannschaft Nippon Steel Kamaishi. Der Club gewann die Meisterschaft der von 1948 bis 2003 ausgespielten Japan Company Rugby Football Championship im Jahr 1976 sowie ununterbrochen von 1978 bis 1984. In den Hochzeiten der Mannschaft kamen mehr Zuschauer zu den Spielen, als die Stadt Einwohner hatte. 2001 wurde der Club aufgelöst und durch die Kamaishi Seawaves, gegenwärtig in der zweitklassigen Top Challenge League ansässig, ersetzt. Das schwere Tōhoku-Erdbeben am 11. März 2011 mit dem folgenden Tsunami zerstörte in Kamaishi tausende Häuser, Geschäfte sowie die Fischereiflotte. 1.145 der 35.000 Einwohner kamen ums Leben.
Nach dem Zuschlag für Japan Ende Juli 2009 wurde Kamaishi im März 2015 als einer der Spielorte der WM ausgewählt. Rund zwei Jahre später im April 2017 begannen auf dem früheren Gelände der Grund- und Mittelschule von Kamaishi die Bauarbeiten. Die Einweihung fand am 19. August 2018 mit dem Rugbyspiel zwischen den Kamaishi Seawaves und Yamaha Júbilo (24:29) vor über 6000 Besuchern statt. Es sei ein Zeichen der Hoffnung für die schwer getroffene Stadt. Die Investition in das Stadion war nicht unumstritten, da erst 2019 die letzten Bewohner der Stadt aus den Notunterkünften in reguläre Behausungen umziehen konnten.
Das Stadion ist eine mögliche Spielstätte in der Bewerbung Japans für die Fußball-Weltmeisterschaft der Frauen 2023.

## Spiele der Rugby-Union-Weltmeisterschaft 2019 in Kamaishi
Eine Partie fand im neuen Stadion statt:
- 25. September 2019, Gruppe D:  Fidschi –  Uruguay 27:30

Aufgrund des Taifuns Hagibis musste das am 13. Oktober 2019 geplante Spiel zwischen Namibia und Kanada abgesagt werden.